# Trischalis
Trischalis is een geslacht van vlinders van de familie spinneruilen (Erebidae), uit de onderfamilie Arctiinae.

## Soorten
- T. absconditana Walker, 1863
- T. aureoplagiata Rothschild, 1913
- T. convoluta Hampson, 1918
- T. iridescens Rothschild, 1913
- T. subaurana Walker, 1863